# Bitoma popei
Bitoma popei es una especie de coleóptero de la familia Zopheridae.

## Distribución geográfica
Habita en Etiopía.